# Relações entre África do Sul e Namíbia
As relações entre África do Sul e Namíbia referem-se às relações atuais e históricas entre a Namíbia e a África do Sul. A África do Sul conquistou a área atualmente conhecida como Namíbia da Alemanha durante a Primeira Guerra Mundial e ocupou-a até 1990, quando obteve a independência. Durante esses 75 anos, milhares de sul-africanos se estabeleceram na Namíbia e a África do Sul tratou a área como uma província interna ao invés de uma entidade estrangeira ocupada, impondo as leis do apartheid na Namíbia como fez na África do Sul. Embora o poder de Pretória tenha retrocedido nas últimas décadas, a relação ainda é hierárquica.

## Pré-independência namibiana (1915-1990)
A África do Sul conquistou e ocupou o que então era o Sudoeste Africano Alemão em 1915 durante a Primeira Guerra Mundial. A partir de 1915, o Sudoeste Africano (como foi chamado) foi administrado por dirigentes sul-africanos e o controle da área vinha de Pretória. Muitos colonos brancos  sul-africanos se mudaram para a área e estabeleceram fazendas em pastagens previamente controladas pelos africanos. De 1966 até a década de 1980, a Organização do Povo do Sudoeste Africano (SWAPO) envolveu-se numa Guerra de Independência contra a Força de Defesa da África do Sul (SADF), que, a partir de 1974, incluiu batalhas com as tropas cubanas e as Forças Armadas Populares de Libertação de Angola (FAPLA). Durante este período, a Namíbia foi administrada essencialmente como uma quinta província da África do Sul, uma vez que foi integrada economicamente e militarmente sob o regime do apartheid.

## Pós-independência namibiana (1990-)

### Economia
Após a independência em 1990, a economia da Namíbia ainda esteve ligada à África do Sul.  Até hoje, a economia da Namíbia continua estreitamente ligada à África do Sul através de relações institucionais (União Aduaneira da África Austral, por exemplo) e de concessões de mineração a empresas privadas.  O rand sul-africano ainda é moeda legal dentro da Namíbia, enquanto o dólar da Namíbia não é assim na África do Sul e as moedas são negociadas em paridade localmente. Em 2010, o comércio entre os dois países totalizou 436.689 rand sul-africanos (aproximadamente US $64 milhões), abaixo de 927.917 rand em 2007. 

### Walvis Bay
A questão de Walvis Bay, um importante porto sobre o qual a África do Sul manteve o controle após a independência, foi devolvido ao governo da Namíbia em 1º de março de 1994, antes da eleição de Nelson Mandela como presidente da África do Sul.